# باشگاه فوتبال یونگ هلند
باشگاه فوتبال یونگ هلند یک تیم فوتبال حرفه‌ای اهل کوراسائو مستقر در ویلمستاد است که در دسته اول لیگ کوراسائو بازی می‌کند.

## افتخارات
- مسابقات قهرمانی آنتیل هلند: ۱ قهرمانی
- لیگ کوراسائو: ۹ قهرمانی